# Бат (митологија)
Бат је богиња крава у египатској митологији, која је била приказивана као људско лице са крављим ушима и роговима, или као жена. Докази о обожавању Бат постоје још од најранијих записа о верским праксама у старом Египту. До времена Средњег краљевства, након уједињења Доњег и Горњег Египта, њен идентитет и атрибути су били обухваћени идентитетом богиње Хатор, сличне богиње која је била обожавана у другој номи. Иконографија Бат је опстала кроз историју старог Египта на систруму, светом инструменту који је остао повезан с верским праксама.

## Обожавање
Обожавање Бат датира још из најранијих времена старог Египта и можда води порекло из каснопалеолитских култура које су се бавиле узгојем стоке. Бат је била главна богиња Сешеша, познатог и као Ху или Диосполис Парва, седмог нома Горњег Египта.

### Име
Епитет „Бат“ можда је повезан с речју ba, уз женски суфикс  -t. Ба особе отприлике одговара њеној личности или еманацији и често се преводи као „душа“.

## Прикази у староегипатској култури
Иако је ретко приказивана јасно у сликарству или скулптури, неки значајни артефакти, попут горњих делова Нармерове палете, садрже приказе богиње у облику говечета. У другим случајевима, представљана је као небеско говедо окружено звездама или као жена. Најчешће је приказивана на амајлијама, с људским лицем, али с говеђим особинама, попут крављих ушију и унутра савијених рогова, који су били карактеристични за врсту стоке коју су Египћани први узгајали.
Бат је постала снажно повезана са систрумом, а средиште њеног култа било је познато као „Дворана систрума“. Систрум је музички инструмент у облику анка, који је био један од најчешће коришћених светих инструмената у храмовима старог Египта. Неки примерци инструмента садржавали су приказе Бат, с њеном главом и вратом као дршком и постољем, док су се звечке налазиле између њених рогова. Ова иконографија се понавља са обе стране инструмента, с два лица, као што се помиње у Текстовима пирамида.

## Однос према Хатор
Иконографија Бат као божанске краве била је упадљиво слична иконографији Хатор, паралелне богиње из другог нома. На дводимензионалним приказима, обе богиње су често представљене анфас, окренуте према посматрачу, а не у профилу, што је одступало од уобичајене египатске уметничке конвенције. Главна разлика у њиховим приказима је у облику рогова – рогови Бат су савијени ка унутра, док су рогови Хатор благо савијени ка споља. Могуће је да ова разлика потиче од различитих врста говеда које су се узгајале у различитим временским периодима.
Хаторин култни центар налазио се у шестом ному Горњег Египта, који је био суседни седмом ному, где је Бат била богиња крава. Ово може указивати на то да су у преддинастичком Египту првобитно биле иста богиња. До времена Средњег краљевства, култ Хатор је поново апсорбовао култ Бат, на сличан начин као и друге фузије у египатском пантеону.